# Советская Речка (посёлок)
Советская Речка — посёлок на межселенной территории Туруханского района Красноярского края.

## География
Находится в труднодоступной местности в заполярной части района, в 142 км к юго-западу от Игарки и в 222 км к северо-западу от Туруханска. Расположен в месте впадения реки Ирба в Советскую Речку. Местность относится к зоне лесотундры на Нижнеенисейской возвышенности.

## Описание
Образован в 1928 году как посёлок оленеводов. Многие жители сохраняют полукочевой образ жизни: часть года проводят со стадами оленей на стойбищах.
В посёлке имеются начальная школа-интернат, сельский клуб (с библиотекой), отделение связи, ФАП, магазин, метеостанция (с гидрологическим постом). Здания отапливаются дровами и привозным углём. В последние годы администрацией района высказывалось намерение упразднить посёлок, однако в посёлке продолжается строительство домов для представителей коренных народов севера.
Имеется вертолётное сообщение по маршруту Туруханск — Фарково — Сов. Речка (1 раз в 2 недели). Автодорог нет, судоходство по реке невозможно из-за обмеления.

## Население
| 2010 |
| ---- |
| 143  |

Национальный состав (2010): эвенки — ок. 65 %, русские — 15 %, селькупы — 11 %, кеты — 3 %.